# 穆爾嶺
穆爾嶺（英語：Moore Ridge），是南極洲的山嶺，位於維多利亞地的彭內爾海岸，屬於科達爾山的一部分，美國地質調查局根據測量和該國海軍的空中照片繪入地圖，現時由南極條約體系管理。

## 外部連結
. . United States Geological Survey.   [2013-11-05].
73°7′S 161°45′E / 73.117°S 161.750°E